# Стрельников, Василий Поликарпович
Василий Поликарпович Стрельников (28 марта 1919 — 23 октября 1993) — советский лётчик-ас истребительной авиации Военно-Морского флота, участник Великой Отечественной войны. Герой Советского Союза (6.03.1945). Генерал-лейтенант авиации (25.04.1975).

## Биография
Родился 28 марта 1919 года в станице Кирпильская ныне Усть-Лабинского района (Краснодарский край). Окончил Кирпильскую школу крестьянской молодежи в 1932 году, среднюю школу в станице Ладожская в 1937 году (куда переехал отец с детьми, мать умерла рано). Одновременно с учёбой работал в совхозе «Вимовец» и на элеваторе. Окончил два курса Таганрогского авиационного техникума в 1940 году.
В Военно-Морском Флоте с декабря 1940 года. Окончил Военно-морское авиационное училище имени И. В. Сталина, в котором сначала учился в Ейске, а с началом войны был эвакуирован в Моздок. Там окончил училище в апреле 1942 года, но на фронт не попал, а был оставлен в училище пилотом-инструктором, а затем прошёл переподготовку в учебной эскадрилье при училище.
В боях Великой Отечественной войны с января 1943 года. В декабре 1942 года был зачислен лётчиком 78-го истребительного авиационного полка ВВС Северного флота, в рядах которого прошёл всю войну. Летал на истребителе «Харрикейн». В воздушном бою 14 апреля 1943 года был сбит и получил сильные ожоги, более 20 дней лечился в госпитале. Вскоре после возвращения в строй, в бою 23 июня 1943 года открыл свой боевой счёт, сбив немецкий истребитель Ме-110. В июне 1943 года стал командиром звена, а в июле 1943 года — заместителем командира эскадрильи. 14 сентября 1943 года был вторично сбит в воздушном бою, но сумел посадить горящий самолёт на воду и был спасён из ледяной воды бойцами поста берегового наблюдения. До конца 1943 года одержал ещё 4 подтверждённые победы, в июле 1944 года назначен командиром 1-й эскадрильи полка. С осени 1943 года воевал на истребителе «Киттихаук». Участвовал в обороне Заполярья, в борьбе с германским судоходством на Баренцевом море и в Петсамо-Киркинесской наступательной операции.
Командир эскадрильи 78-го истребительного авиационного полка (6-я истребительная авиационная дивизия, Военно-воздушные силы Северного флота) капитан В. П. Стрельников к 15 сентября 1944 года совершил 127 боевых вылетов, лично потопил 2 тральщика и 1 сторожевой катер, 1 самоходную баржу, 2 мотобота и 1 буксир, в группе потопил 2 самоходных баржи, повредил 1 сторожевой корабль. В 14 воздушных боях сбил лично 6 вражеских самолётов. При атаках наземных целей поджёг 2 склада и подавил огонь артиллерийской батареи противника.
Указом Президиума Верховного Совета СССР от 6 марта 1945 года «за образцовое выполнение боевых заданий командования на фронте борьбы с немецко-фашистскими захватчиками и проявленные при этом отвагу и геройство» капитану Стрельникову Василию Поликарповичу присвоено звание Героя Советского Союза с вручением ордена Ленина и медали «Золотая Звезда».
Всего за годы В. П. Стрельников совершил 150 боевых вылетов, потопил 2 тральщика, сторожевой корабль, самоходную баржу, 2 мотобота и буксир противника, в воздушных боях сбил лично 7 вражеских самолётов.
После войны продолжал службу в ВМФ СССР. В мае 1945 года направлен на учёбу, в июле окончил Высшие офицерские курсы ВВС ВМФ в Моздоке.
Направлен для дальнейшей службы на Черноморский флот, с сентября 1945 года — командир эскадрильи 63-го истребительного авиационного полка, с октября 1947 года — командир эскадрильи 25-го истребительного авиационного полка, с июля 1948 года — командир эскадрильи 326-го истребительного авиационного полка. С апреля 1950 года — заместитель командира — инспектор-лётчик по технике пилотирования и теории полёта 326-го истребительного авиаполка, с августа 1951 по декабрь 1954 года — командир этого авиационного полка.
В марте 1955 года окончил курсы усовершенствования командиров и начальников штабов авиадивизий при Военно-воздушной академии в Монино. С марта 1955 года — заместитель командира по лётной подготовке 601-й истребительной авиадивизии ВВС Балтийского флота. С декабря 1955 года — командир 24-й гвардейской истребительной авиадивизии ВВС Балтийского флота. Генерал-майор авиации (18.02.1958). С марта 1961 года — начальник отдела боевой подготовки авиации Балтийского флота. С октября 1968 года — начальник штаба и заместитель начальника, а с ноября 1970 года начальник 33-го Центра боевого применения морской авиации ВМФ имени Е. Н. Преображенского (посёлок Кульбакино Николаевской области). Пережил большую личную трагедию, когда 21 мая 1980 года при полёте на самолёте МиГ-21У погиб его сын майор Василий Стрельников (при полёте на предельно малой высоте самолёт столкнулся с водной поверхностью и затонул, экипаж погиб). Из-за резкого ухудшения здоровья в декабре 1980 года переведён в распоряжение Главнокомандующего ВМФ. В марте 1981 года генерал-лейтенант авиации Стрельников В. П. уволен в запас по болезни.
Жил в городе Николаеве на Украине. Избирался в разные годы депутатом районных и городских Советов депутатов трудящихся в Керчи, Симферополе, Мамонове и в Калининграде. С 1981 по 1989 год был членом Николаевского обкома Компартии Украины, ранее с 1971 по 1981 год — кандидатом в члены бюро этого обкома. Был делегатом XXIV и XXV съездов Компартии Украины. Внёс большой личный вклад в создание Музея судостроения и флота в Николаеве.
Пережил ещё одну трагедию, когда 6 мая 1993 года банда из троих грабителей ворвалась в его квартиру в центре Николаева, избила тяжело больного генерала и его супругу, и похитила все его награды. Преступление так и не было раскрыто.
Скончался 23 октября 1993 года. Похоронен на городском кладбище Николаева.

## Награды
- Герой Советского Союза (6.03.1945);
- орден Ленина (6.03.1945);
- орден Октябрьской Революции (1977);
- 4 ордена Красного Знамени (2.10.1943, 4.06.1944, 18.10.1944, 22.02.1955);
- орден Отечественной войны 1-й степени (11.03.1985);
- орден Красной Звезды (1968);
- медаль «За боевые заслуги» (2.06.1951);
- медаль «За оборону Советского Заполярья» (1945);
- ряд других медалей СССР;
- именное оружие (1969).

## Мемуары
- Война за Полярным кругом // Крылья над океаном. – Изд. 2-е. – М., 1986.

## Память
- Имя Героя Советского Союза Стрельникова В. П. присвоено средней образовательной школе № 19 ст. Ладожской Усть-Лабинского района Краснодарского края.
- Бюст В. П. Стрельникова установлен на Мемориальном комплексе Аллея Славы героев-авиаторов в посёлке Сафоново Мурманской области.